# 松村亜里
松村 亜里（まつむら あり、1973年7月6日 - ）は、日本の医学博士、ポジティブ心理学者、著作家、ニューヨークライフバランス研究所代表。ニューヨーク在住。

## 経歴・人物
母子家庭で育ち23歳まで中卒。朝晩働いて貯金をして、1990年代後半、単身渡米。
ニューヨークの英語学校、短大、4年制大学で学ぶ。大学を主席で卒業後、コロンビア大学ティーチャーズカレッジで臨床心理学の修士課程を修了。
その後、ニューヨーク市立大学と国際教養大学で、カウンセリングと心理学の講義を10年以上担当。日本で臨床心理士の資格を取得。大学のカウンセリングサービスでは、年間600件のカウンセリングに従事した。多くの学生に対応する中で、心の問題を発症する前の予防と、健康の促進の大切さを実感し、働きながら、秋田大学大学院医学系研究科博士課程へ進む（公衆衛生学）。
そんな中、パートナーが学位取得のためアメリカに帰国。ワンオペで2児を育てながら、博士課程を終了。この時の困難な経験が、現在の活動の基礎となっている。夫の仕事と学業の都合で、2012年からニューヨークへ再び移住。住み慣れたはずのニューヨークも、自分の希望ではないこと、子連れだったことで、適応に苦しむ。同じ境遇の親を支援したいと、地元で異文化子育て心理学の講座を始め、その講座が口コミで広がる。
より幸せに生きることを科学的に研究するポジティブ心理学に興味を持ち、ニューヨークで応用ポジティブ心理学認定コースを修了。そこで、幸せな人が増えることが一番の公衆衛生（病気の予防）だと気付く。
2013年に「ニューヨークライフバランス研究所」を設立。オンラインと組み合わせながら、アメリカ・日本のみならず世界各地でポジティブ心理学を広める活動を行う。
幸せを自分で創り出す人を増やすために、エビデンスに基づいた理論とスキルを紹介し、実践に落とし込む講座の展開や執筆活動を行う。「ポジティブ心理学コーチ養成講座」「ポジティブ心理学コンサルタント養成講座」等を開講。「チェンジエージェントクラブ (CAC)」「Ari's Academia」の2つのオンラインサロンを主催。
著書『誰もが幸せに成長できる心理的安全性の高め方』『世界に通用する子どもの育て方』『お母さんの自己肯定感を高める本』『子どもの自己効力感を高める本』はすべて重版がかかる。日本初上陸となるVIA24の性格の強みの翻訳本『強みの育て方』の監修も手掛けた。著書の中には、中国語等に訳されものもある。

## 主催コミュニティ
- チェンジエージェントクラブ (CAC)
- Ari's Academia

## 著作リスト・メディア出演

### 単行本
- 『世界に通用する子どもの育て方』（WAVE出版、2019年3月6日、ISBN 978-4-86621-204-3）
- 『お母さんの自己肯定感を高める本』（WAVE出版、2020年2月15日、ISBN 978-4-86621-261-6）
- 『子どもの自己効力感を育む本』（WAVE出版、2020年3月14日、ISBN 978-4-86621-268-5）
- 『強みの育て方 「24の性格」診断であなたの人生を取り戻す』（WAVE出版、ライアン・ニーミック, ロバート・マクグラス 著、松村亜里 監修、鈴木健士 訳、2021年2月5日、ISBN 978-4-86621-330-9）
- 『誰もが幸せに成長できる 心理的安全性の高め方』（WAVE出版、2022年3月23日、ISBN 978-4-86621-360-6）

### 雑誌
- 「今からでも高められる？ 母と子どもの『自己肯定感』」-『LEE』（集英社、2021年1月号）
- 「親のマインドセットで劇的に良くなる！ 親子関係の新教科書」「このイライラをなんとかしたい！ 大切なのはママのコンディションだった」「ママの『幸せ感』をグンと高める8つのコツ」『AERA with Kids』（朝日新聞出版、2021年秋号）
- 『SORY』（光文社、2022年2月号）

### テレビ出演
- 「ママの心の整え方」『ノンストップ!』（フジテレビ、2021年10月22日）